# Contraatac (bàsquet)
En bàsquet, un contraatac és una estratègia d'atac en bàsquet. En un contraatac, un equip desplaça la pilota cap al camp contrari al més ràpidament possible per arribar a una posició de tir i aconseguir que l'altre equip quedi amb menys defensors o que no li doni temps a organitzar la defensa.
Es produeix quan tot un equip està atacant i de sobte la pilota és robada per l'altre equip, que corre cap a la cistella contrària per encistellar sense que cap defensa ho pugui impedir
En una situació de contraatac típica, l'equip que defensa recupera la pilota i la passa a un jugador veloç, que inicia el contraatac. Aquest jugador, normalment el base, corre botant cap al camp contrari pel centre, amb un o diversos dels seus companys corrent per les ales. El jugador que porta la pilota, o bé passa a un altre jugador per fer una cistella fàcil, o tira ell mateix. Velocitat, habilitat en el maneig de la pilota en carrera, i rapidesa en la presa de decisions (passi, tir, finta) són elements clau en un contraatac efectiu.
Generalment un contraatac és el resultat d'una bona defensa, com una recuperació o robatori o un tap, on l'equip que defensa obté la possessió de la pilota, sense que l'altre equip tingui temps de posar-se en defensa.
Alguns equips s'han fet famosos pels seus contraatacs per la seva velocitat, com per exemple en l'NBA el famós showtime de Los Angeles Lakers de la dècada de 1980 i el joc dels Phoenix Suns d'aquests anys 2005/06, 2006/07. Grans jugadors que porten molt bé el contraatac són Magic Johnson, Jason Kidd i Steve Nash, sobretot per la seva gran capacitat de prendre ràpidament les decisions encertades. Encara Arnold "Xarxa" Auerbach va contribuir al desenvolupament de l'estil del joc de contraatac quan era entrenador dels Boston Celtics, hi ha gent que considera que Frank Keaney, entrenador de bàsquet (i també de futbol americà i beisbol) és l'inventor del contraatac en bàsquet. En la seva carrera de 36 anys (1920-1956) va tenir un balanç de victòries/derrotes de 401/124 en 28 anys a les pistes, i és membre del Hall of Fame.